# Machinefabriek Hensen

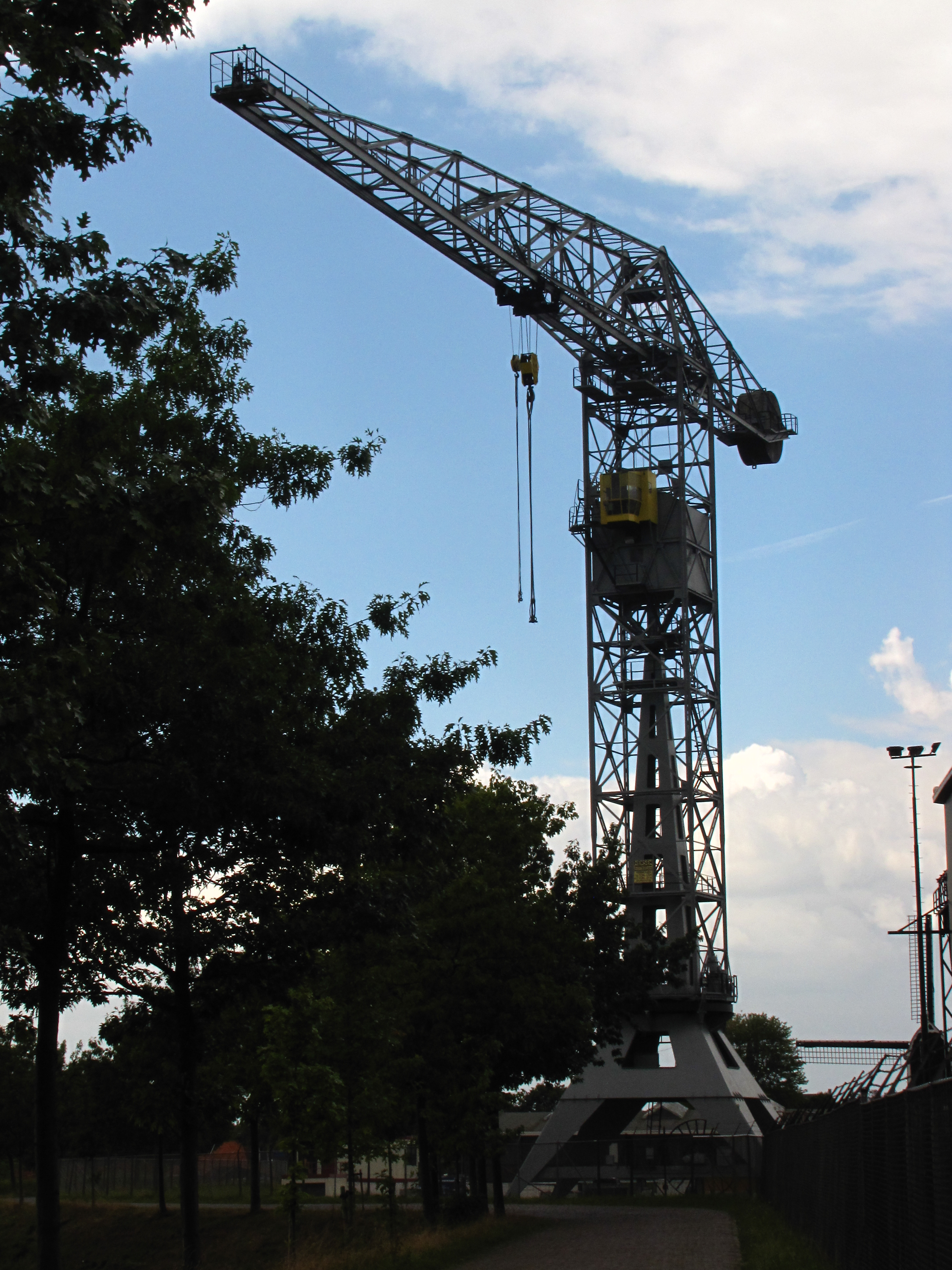
Een Hensen kraan in Oudheusden

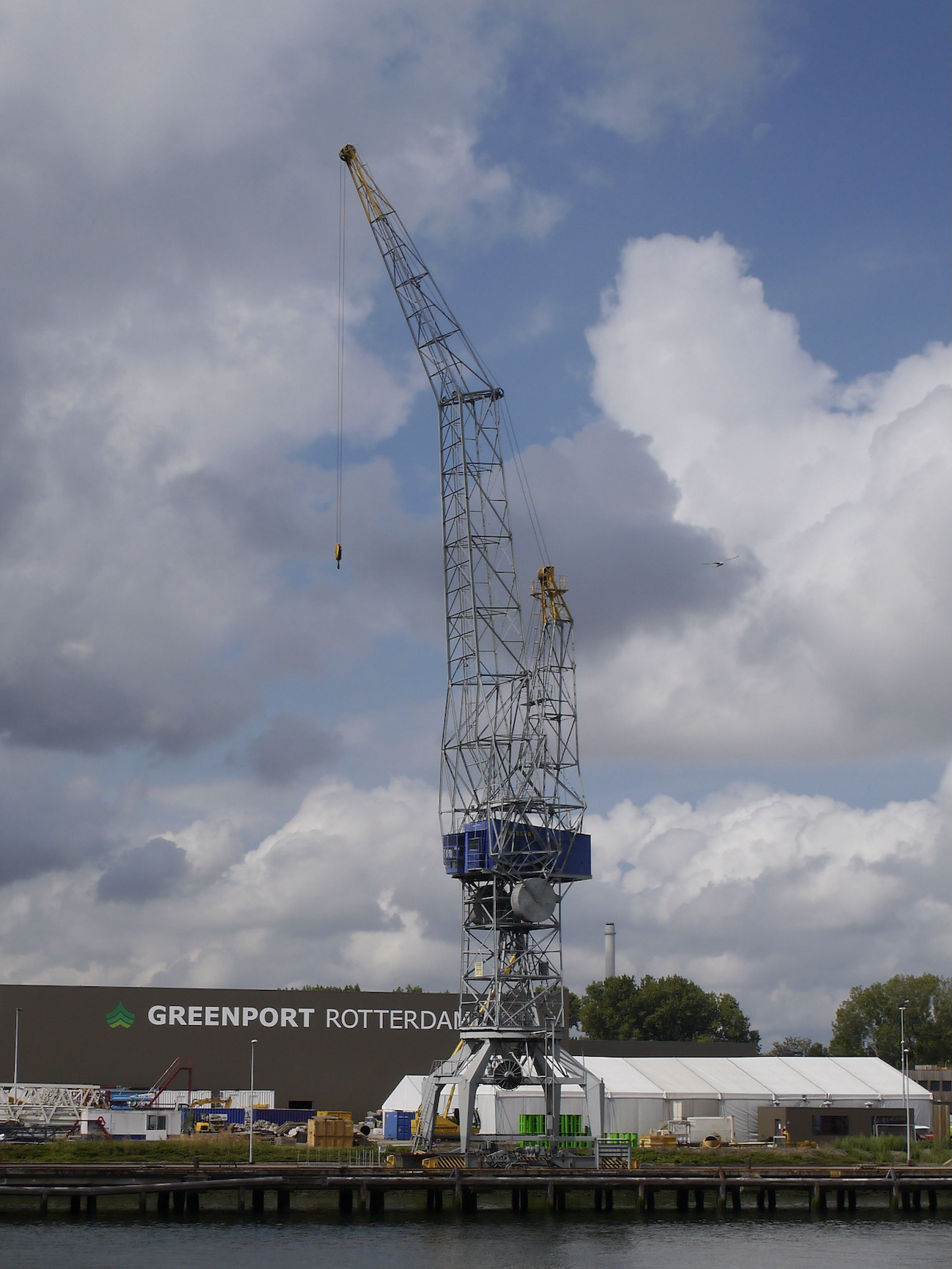
Hensen kraan in de Eemhaven, Rotterdam.

Machinefabriek Hensen in de haven van Rotterdam was in de 20ste eeuw een belangrijke producent van hijswerktuigen en andere transportinrichtingen als liften.

## Geschiedenis
De onderneming is ontstaan aan de Oostmaaslaan (Rotterdam Kralingen) en was lang een familiebedrijf. Het kwam voort uit een smederij tevens reparatiewerkplaats die A. Hensen in 1875 begon. Zijn zoon H(ubertus) A(drianus) zette vanaf circa 1885 het bedrijf voort en werd na zijn overlijden in 1903 op zijn beurt opgevolgd door zoon Adrianus Th. Hensen die de grondslag legde voor de grootschaligere productie van hijswerktuigen. Het bedrijf startte in 1912 met vervaardiging van elektrische heimachines, vanaf 1915 met kranen en andere transportinrichtingen. Hensen telde toen een 60 werklieden. Begin jaren twintig kwam daar de productie van liften bij waarvoor in 1930  een nieuwe fabriek in gebruik kwam. In 1931 werd het bedrijf omgezet in een naamloze vennootschap met een besloten karakter. Na de dood van A. Th. Hensen in 1936 werd hij als directeur opgevolgd door de in het bedrijf opgegroeide en opgeklommen middelbaar technicus J.M. Nijman Dzn. In 1940 werkten bij Hensen circa 250 personen. Hensen overleefde de oorlog mede door onderhoudswerkzaamheden in de haven. Door de vergroting en andere belading van schepen werden er grotere kranen gevraagd. Het bedrijfsterrein in de Rotterdamse haven was echter op den duur te klein om deze giganten te maken. Na de oorlog werd aan de Oostmaaslaan en omgeving een andere bestemming gegeven. De fabriek bouwde in 1955 een nieuw fabrieksgebouw aan de Eemhaven en verhuisde in 1960 de overgebleven afdelingen naar een tweede nieuwbouw aan de Eemhavenweg bij Heijplaat. Het bedrijf groeide daar verder uit. In 1963 bijvoorbeeld werkten er ongeveer 600 personen. Deze maakten producten die wereldwijd afzet vonden. In 1964 werd een kraan met de naam VAIGAI, bestemd voor de haven van Chennai in India over water versleept. De bouw van deze kraan met een hefvermogen van 120 ton was gefinancierd door de Wereldbank in het kader van een uitbreidingsplan. 

## Producten
De hijskranen en portaalkranen hebben in wereldhavens het gezicht gegeven van de bedrijvigheid en vormde de skyline van havengebieden. 
Een andere activiteit van Hensen was het construeren van liften waarmee al in de jaren twintig werd gestart. Al voor 1940 was Hensen een van de grootste liftenfabrieken in Nederland. Een voorbeeld uit de naoorlogse periode was de lift in de zendmast van Lopik, 350 meter hoog. Ook plaatste Hensen een lift in de Euromast die echter bij een renovatie in 2004 is vervangen. 
De fabriek had daarom twee logo's op basis van de letter H waarin de beide activiteiten herkenbaar en zichtbaar waren. Het logo van de kranen werd ontworpen door de zoon van Adriaan Hensen, Emile Hensen. Deze werd na eerst een technische opleiding - met de bedoeling van zijn vader dat hij in de fabriek kwam - arts (patholoog anatoom, overleden in 2012). Hij gaf wel het logo aan het bedrijf.

## Overname en ondergang
In 1967 werd het bedrijf overgenomen door Stork, onderdeel van VMF. In 1980 kwam het tot een fusie tussen Hensen en plaatsgenoot Nellen en Conrad-Stork te Haarlem, dat onder de nieuwe naam Nelcon verderging. In 1983 werd het terrein in Rotterdam overgenomen door Grootint, dat er De Groot Constructie BV vestigde, en verdween de merknaam 'Stork-Hensen'.

## Nalatenschap
Hijskranen van Hensen zijn in havens over de hele wereld te vinden, onder andere in Brazilië, Denemarken, Israël, Zweden, Bangladesh, Peru en Irak. Er zijn anno 2024 nog steeds veel van die kranen in bedrijf, de duurzaamheid blijkt bij goed onderhoud goed. 
In Nederland zijn nog Hensen-kranen te vinden in de haven van Rotterdam, Amsterdam, Den Helder (oude Rijkswerf), Oudheusden, Vlissingen en Limburg. In België in de haven van Antwerpen en op de Boelwerf in Temse. 
Twee kranen zijn inmiddels tot monument verklaard. De werfkraan 13 van de oude NDSM-haven te Amsterdam is in 2013 na een totale restauratie en herinrichting weer terug in Amsterdam en is in gebruik als Crane Hotel Faralda. Het andere monument staat op de Boelwerf. Ook daar wordt gedacht aan het restaureren van de kraan.